# The Warlords
The Warlords (chinesisch 投名狀) ist ein epischer Actionfilm aus Hongkong aus dem Jahr 2007 unter der Regie von Peter Chan. Der Film wurde am 13. Dezember 2007 gleichzeitig in den meisten asiatischen Ländern außer Japan veröffentlicht. Der Film spielt im China der 1860er Jahre während der Taiping-Rebellion und dreht sich um die verschworene Bruderschaft dreier Männer.

## Handlung
Der Film spielt im China der 1860er Jahre während des Taiping-Aufstands gegen das herrschende Qing-Reich. Pang Qingyun, Kommandant eines kaiserlichen Bataillons, ist der einzige Überlebende einer Schlacht zwischen kaiserlichen Truppen und Rebellen. Er freundet sich mit Zhao Erhu und Jiang Wuyang an, den Anführern einer Banditenbande aus einem nahe gelegenen Dorf, und schließt sich ihnen an, um einen Konvoi der Rebellen zu überfallen und Lebensmittel zu erbeuten. In dieser Nacht tauchen kaiserliche Truppen im Dorf auf und beschlagnahmen die Vorräte. In dieser Zeit beginnt Pang eine heimliche Affäre mit Liansheng, der Frau von Zhao.
Da die Dorfbewohner arm sind und hungern, überredet Pang sie, eine Miliz zu bilden und sich den kaiserlichen Truppen anzuschließen, um den Aufstand niederzuschlagen. Mit Pang als Anführer schwören sich die drei Männer bei Todesstrafe brüderliche Treue. In der Folgezeit erringt die Miliz mit minimaler Unterstützung der regulären kaiserlichen Truppen eine Reihe von Siegen gegen die Rebellen. Mit der Zeit wurde Pang immer ehrgeiziger und bereitete einen Angriff auf die von den Rebellen kontrollierte Stadt Suzhou vor. Pangs kaiserliche Vorgesetzte sind jedoch eifersüchtig auf seinen Erfolg und beginnen, ihm Verstärkungen und Nachschub zu verweigern. Die Schlacht um Suzhou entwickelte sich zu einer jahrelangen Belagerung, in deren Verlauf der Miliz allmählich die Lebensmittel und Vorräte ausgingen.
Zhao verkleidet sich und dringt in Suzhou ein, um den Kommandanten der Rebellen zu töten, erfährt aber, dass dieser bereits die Kapitulation plant. Der Kommandant erlaubt Zhao, ihn zu töten, unter der Bedingung, dass die Kaiserlichen das Leben der Rebellen und der Zivilisten in der Stadt verschonen. In der Zwischenzeit ist es Pang gelungen, von einem rivalisierenden kaiserlichen Befehlshaber Vorräte für zehn Tage zu erhalten. Als er von der Vereinbarung erfährt, die Zhao mit den Rebellen getroffen hat, weigert er sich, diese einzuhalten, da die Vorräte nicht ausreichen, um sowohl die Miliz als auch die kapitulierenden Rebellen zu versorgen. Es kommt zu einem Streit zwischen Pang und Zhao, woraufhin Pang Zhao vorübergehend in Ketten legt, um ihn daran zu hindern, sich einzumischen. Daraufhin befiehlt Pang Jiang, das Massaker an den sich ergebenden Rebellen zu überwachen, was Jiang mit Bedauern tut.
Verbittert über Pangs Entscheidung will Zhao die Miliz verlassen, aber Pang bittet ihn zu bleiben und erklärt, dass das Massaker notwendig war und sie ihre Vorräte für die nächste Schlacht in Nanjing, der Hauptstadt der Rebellen, aufsparen müssen. Mit einem Sieg könnten sie den Aufstand beenden und weiteres Blutvergießen verhindern. Zhao ist überzeugt, dass Pangs Entscheidungen dem Allgemeinwohl dienen, und willigt widerwillig ein. Nach der Schlacht von Nanjing, die das Ende des Krieges markiert, wird Pang von der kaiserlichen Regierung mit dem Amt des Vizekönigs belohnt. Während dieser Zeit kommt es zwischen Pang und Zhao zu Misstrauen, insbesondere nachdem Zhao seine Befugnisse überschreitet, indem er ohne Pangs Zustimmung Gelder an seine Männer verteilt. Zhao weigerte sich jedoch, sich gegen Pang zu stellen, obwohl Pangs politische Rivalen ihn dazu aufforderten.
Als Pang merkt, dass er die Kontrolle über Zhao und seine Männer verliert, erwägt er, die Miliz aufzulösen, und plant widerwillig Zhaos Ermordung, da er befürchtet, dass Zhao Ärger machen könnte. Als Jiang von Pangs Plan erfährt, versucht er, ihn davon abzubringen, und entdeckt dabei versehentlich Pangs heimliche Affäre mit Liansheng. Jiang beschuldigt Liansheng, die Bruderschaft gebrochen zu haben und tötet sie. In der Zwischenzeit glaubt Zhao, dass Pang in Gefahr ist und macht sich auf den Weg, um ihn zu retten. Dabei gerät er in eine Falle und wird schließlich getötet, ohne zu wissen, dass es Pang war, der seinen Tod wollte.
Als Jiang erfährt, dass Pang für Zhaos Tod verantwortlich ist, versucht er, ihn zu töten. Pang kann Jiang zwar abwehren und besiegen, wird aber von einem Scharfschützen seiner politischen Rivalen tödlich verwundet. Als er zusammenbricht, erlaubt er Jiang, ihm den Todesstoß zu versetzen und den Schwur zu erfüllen. Jiang wird schließlich verhaftet, zum Sündenbock für Pangs Ermordung gemacht und von Lingchi hingerichtet.

## Entstehung
| Figur            | Darsteller        | Deutscher Sprecher |
| ---------------- | ----------------- | ------------------ |
| General Ma Xinyi | Jet Li            | Simon Jäger        |
| Zhang Wen-Xiang  | Takeshi Kaneshiro | Sascha Rotermund   |
| Zhao Erhu        | Andy Lau          | Stephan Benson     |
| Liansheng        | Xu Jinglei        |                    |

Der Film hieß ursprünglich The Blood Brothers (刺馬). Der Regisseur Peter Chan gab an, dass der Film von Chang Chehs Film The Blood Brothers aus dem Jahr 1973 beeinflusst worden sei, der auf einem aufsehenerregenden Attentat auf einen lokalen Gouverneur im Jahr 1870 basiert, bestritt jedoch, dass es sich bei dem Film um ein Remake handele. Er beschloss auch, den Titel in The Warlords zu ändern, um Verwechslungen zu vermeiden.
Auf die Frage, warum er sich entschieden habe, sein vertrautes Terrain der Liebesfilme zu verlassen, antwortete Chan, dass The Warlords im Grunde kein Martial-Arts-Film sei, obwohl er Elemente der Kampfkunst enthalte. Nachdem er vor über 20 Jahren John Woos Film City Wolf gesehen habe, habe er den Wunsch gehabt, einen Film über die Zuneigung zwischen Männern zu drehen, und nun habe er endlich die Gelegenheit dazu bekommen. Sein Ziel ist es, „das Publikum dazu zu bringen, [die gleiche Art von Leidenschaft] wie in City Wolf wiederzufinden“, die er in den letzten Filmen vermisst hat.
Zu den Drehorten gehörten das Dorf Cuandixia und Zhaitang im Bezirk Mentougou, 90 Kilometer westlich des Stadtzentrums von Peking, der Kreis Yi in der Provinz Hebei, viele Außenaufnahmen wurden in Shanghai und den Hengdian World Studios gedreht.
Am 19. März 2007 geriet der Film in urheberrechtliche Schwierigkeiten, als der chinesische Künstler Wang Kewei eine Klage gegen die Filmgesellschaft einreichte, weil diese sein Werk ohne seine Zustimmung in Werbematerialien verwendet hatte. Wang behauptete, die Filmgesellschaft habe zehn Teile seines Werks mit geringfügigen Änderungen in einem kurzen Werbevideo verwendet, das während einer Pressekonferenz am 11. Dezember 2006 in Peking gezeigt wurde. Die Filmgesellschaft hat keine offizielle Stellungnahme abgegeben.
Die Produktion von The Warlords wurde am 28. März 2007 offiziell abgeschlossen. Die Postproduktion wurde in Hongkong, Los Angeles und Bangkok durchgeführt.
Jet Li erhielt 15 Millionen US-Dollar, Andy Lau 6 Millionen US-Dollar und Takeshi Kaneshiro 2 Millionen US-Dollar für den Film. Das Budget des Films betrug 40 Millionen US-Dollar. Die Produzenten begründeten die hohe Gage für Li (mehr als ein Drittel des Filmbudgets) damit, dass durch seine Mitwirkung die internationale Verbreitung des Films gesichert sei.

## Rezeption
The Warlords erhielt ein gutes Presseecho, was sich auch in den Auswertungen US-amerikanischer Aggregatoren widerspiegelt. So erfasst Rotten Tomatoes mehrheitlich positive Besprechungen und ordnet den Film dementsprechend als „Frisch“ ein. Laut Metacritic fallen die Bewertungen im Mittel „Grundsätzlich Wohlwollend“ aus.
Auch Perry Lam von Muse hat den Film insgesamt positiv bewertet und lobt, dass er „einen klaren, aber sympathischen Blick auf seine fehlerhaften Helden“ wirft.
| Ceremony                  | Kategorie                      | Empfänger                                                                                   | Ergebnis  |
| ------------------------- | ------------------------------ | ------------------------------------------------------------------------------------------- | --------- |
| 27. Hong Kong Film Awards | Bester Film                    | The Warlords                                                                                | Gewonnen  |
| 27. Hong Kong Film Awards | Bester Regisseur               | Peter Chan                                                                                  | Gewonnen  |
| 27. Hong Kong Film Awards | Bester Hauptdarsteller         | Jet Li                                                                                      | Gewonnen  |
| 27. Hong Kong Film Awards | Bester Hauptdarsteller         | Andy Lau                                                                                    | Nominiert |
| 27. Hong Kong Film Awards | Beste Kamera                   | Arthur Wong                                                                                 | Gewonnen  |
| 27. Hong Kong Film Awards | Bester Schnitt                 | Wenders Li                                                                                  | Nominiert |
| 27. Hong Kong Film Awards | Beste Action Choreographie     | Ching Siu-tung                                                                              | Nominiert |
| 27. Hong Kong Film Awards | Beste Art Direction            | Yee Chung-Man, Yi Zheng-zhou, Pater Wong                                                    | Gewonnen  |
| 27. Hong Kong Film Awards | Bestes Kostüm & Make Up Design | Yee Chung-Man, Jessie Dai, Lee Pik-kwan                                                     | Gewonnen  |
| 27. Hong Kong Film Awards | Bestes Sound Design            | Sunit Asvinikul, Nakorn Kositpaisal                                                         | Gewonnen  |
| 27. Hong Kong Film Awards | Beste Visual Effects           | Ng Yuen-fai                                                                                 | Gewonnen  |
| 27. Hong Kong Film Awards | Bester Original Filmsong       | Chan Kwong-wing, Peter Kam, Chatchai Pongprapaphan, Leon Ko                                 | Nominiert |
| 45. Golden Horse Awards   | Best Feature Film              | The Warlords                                                                                | Gewonnen  |
| 45. Golden Horse Awards   | Best Director                  | Peter Chan                                                                                  | Gewonnen  |
| 45. Golden Horse Awards   | Best Original Screenplay       | Xu Lan, Chun Tin-nam, Aubrey Lam, Huang Jianxin, Jojo Hui, He Jiping, Guo Junli, James Yuen | Nominiert |
| 45. Golden Horse Awards   | Best Actor                     | Jet Li                                                                                      | Nominiert |
| 45. Golden Horse Awards   | Best Cinematography            | Arthur Wong                                                                                 | Nominiert |
| 45. Golden Horse Awards   | Best Film Editing              | Wenders Li                                                                                  | Nominiert |
| 45. Golden Horse Awards   | Best Art Direction             | Yee Chung-Man, Yi Zheng-zhou, Pater Wong                                                    | Nominiert |
| 45. Golden Horse Awards   | Best Makeup & Costume Design   | Yee Chung-Man, Jessie Dai, Lee Pik-kwan                                                     | Nominiert |
| 45. Golden Horse Awards   | Best Action Choreography       | Ching Siu-tung                                                                              | Nominiert |
| 45. Golden Horse Awards   | Best Visual Effects            | Eddy Wong, Victor Wong, Ken Law                                                             | Gewonnen  |
| 45. Golden Horse Awards   | Best Sound Effects             | Sunit Asvinikul, Nakorn Kositpaisal                                                         | Nominiert |
| 45. Golden Horse Awards   | Best Original Film Score'      | Chan Kwong-wing, Peter Kam, Chatchai Pongprapaphan, Leon Ko                                 | Nominiert |
| 45. Golden Horse Awards   | Best 800 Bandits               | Bandit 1, Bandit 2, etc.                                                                    | Gewonnen  |
| 2. Asian Film Awards      | Bester Film                    | The Warlords                                                                                | Nominiert |
| 2. Asian Film Awards      | Bester Regisseur               | Peter Chan                                                                                  | Nominiert |
| 2. Asian Film Awards      | Bester Schauspieler            | Jet Li                                                                                      | Nominiert |
| 2. Asian Film Awards      | Beste Kamera                   | Arthur Wong                                                                                 | Nominiert |
| 2. Asian Film Awards      | Bester Schnitt                 | Wenders Li                                                                                  | Nominiert |
| 2. Asian Film Awards      | Beste Visual Effects           | Ng Yuen-fai                                                                                 | Gewonnen  |